# Taï nationalpark
Taï nationalpark er en af tre nationalparker i den vestafrikanske stat Elfenbenskysten som er opført på UNESCOs verdensarvsliste.
Taï omfatter et område på 3.300 km² med en 200 km² bufferzone omkring. Parken ligger mellem 80 og 396 moh., ca. 100 km fra kysten. Parken er det største urskovsområde i Vestafrika, og er en rest af et oprindelig skovbælte (Guinearegnskovene) som omfattede Ghana, Liberia, Sierra Leone og Elfenbenskysten.
I parken findes omkring 1.300 plantearter, hvoraf 54% er endemiske for Guineaskovene. I den sydlige, fugtigste del af parken er der identificeret 150 arter som er endemiske for Taï-området. Parken er hjemsted for 47 af de 54 store pattedyrsarter som anses for at have Guinearegnskovene som sit habitat, blandt dem alle de 5 som regnes som truede.
Området blev første gang fredet af franske kolonimyndigheder i 1926, og fredningen blev forstærket i 1972 af landets egen præsident.